# NGC 1803
NGC 1803 (другие обозначения — ESO 203-18, IRAS05041-4938, PGC 16715) — галактика в созвездии Живописец, находящейся от нас примерно в 200 млн световых лет.
NGC 1803 была открыта в 1834 году английским астрономом Джоном Гершелем. Её описывали как тусклую, небольшую, круглую галактику, расположенную рядом с очень яркой звездой; последняя же в действительности является линзообразной галактикой — PGC 16720.
Этот объект входит в число перечисленных в оригинальной редакции «Нового общего каталога».